# Murya-myeon
Murya-myeon (koreanska: 물야면) är en socken i den östra delen av Sydkorea, 170 km öster om huvudstaden Seoul. Den ligger i kommunen Bonghwa-gun i provinsen Norra Gyeongsang. 